# Пронін Євген Сергійович
Євге́н Сергі́йович Про́нін (нар. 8 листопада 1980, Климовськ) — російський актор театру і кіно.

## Біографія
Євген Сергійович Пронін народився 8 листопада 1980 року в місті Климовськ (нині став мікрорайоном Подільська). Сім'я актора ніяк не пов'язана зі світом мистецтва: батько, Сергій Васильович, електрик, мати, Марина Олександрівна, бухгалтер. Євген має молодшу сестру Ірину.
У дитинстві Євген навіть не задумувався, щоб стати актором, він захоплювався спортом — футболом, хокеєм, баскетболом, волейболом, любив кататися на лижах, але акторський талант виявляв ще зі шкільних років — імпровізуючи на уроках, беручи участь у ранках.
Після восьмого класу Євген вирішив вступити до Суворовського училища, але не пройшов медкомісію через невеликий варикоз (наслідки гри в хокей та футбол) .
Після того, як Євген завершив школу, то зважився на вступ до вищого театрального училища імені Б. В. Щукіна (нині Театральний інститут імені Бориса Щукіна), оскільки в цьому навчальному закладі навчався Андрій Миронов, творчість якого дуже вплинула на Євгена. Він з легкістю вступив і 2002 року закінчив курс Марини Олександрівни Пантелєєвої.
Відправною точкою для Євгена Проніна став фільм режисера Олексія Германа-молодшого Гарпастум (2005), де актор зіграв одну з головних ролей. Фільм мав міжнародний фестивальний успіх, здобувши безліч нагород, у тому числі був номінований на «Золотого лева» Венеціанського кінофестивалю.
Відразу після такого очевидного успіху кар'єра Євгенія пішла вгору. Посипалися пропозиції зніматися.
Актор зіграв головну роль у серіалі про спецвідділ з вивчення надприродного «Контора» (2006), потім в українському мелодраматичному проекті «Серцю не накажеш» (2007) та російському містичному серіалі «Вбити змія» (2007).
2009 року Євген зіграв одну з головних ролей у фільмі «Непрощені» — режисерському дебюті Клима Шипенка, якого після виходу фільму критики охрестили "російським Тарантіно ".
Пронін почав активно зніматися в серіалах, завоювавши популярність та кохання вітчизняних телеглядачів. Він міцно закріпився на вітчизняному ТБ — серіали за його участю постійно йдуть провідними каналами країни.
Євгеній однаково гарний як у героїчних серіалах («Небо у вогні», «Розвідниці», «Велика нафта»), так і в детективних («Випадковий свідок», «Ікорний барон», «Шаповалів»), а вже в романтичних стрічках, таких, як «Спокуса» (2014), «Французька кулінарія» (2014), «Вчора. Сьогодні. Назавжди» (2016) тощо. п. йому немає рівних.
Хороша фізична підготовка та спортивні навички допомогли Євгену здобути головні ролі у спортивних драмах — мінісеріалі " Слава " (2015), де він зіграв видатного хокеїста В'ячеслава Фетісова, та фільмі «Чемпіони: Швидше. Вище. Сильніше» (2016), де він виконав роль олімпійського чемпіона Олександра Попова. В обох роботах Євген ідеально потрапив до образу своїх героїв.
На рахунку актора понад п'ятдесят ролей на телебаченні та в кіно.
Одна з останніх робіт — у серіалі каналу ТВ-3 «Невідомий», де Євген зіграв роль загадкового підозрюваного із феноменальними здібностями. Роль складна не тільки в акторському плані, а й вимагає неабиякої пам'яті — його герой з неймовірною швидкістю засвоює будь-яку інформацію, тому акторові доводилося вивчати величезні обсяги складного тексту.
У жовтні 2017 року на Першому каналі вийшов телесеріал " Готель «Росія», в якому Євгену дісталася роль Олексія Ракітіна — капітана 9-го управління КДБ.
Не дивлячись на щільний знімальний графік, Євген знаходить час і для театру:
У трагікомедії Тома Стоппарда «Розенкранц і Гільденстерн мертві», поставленому в «Іншому театрі», актор зіграв роль Гамлета. Прем'єра вистави відбулася у 2009 році, але виставу, на жаль, закрили.
У п'єсі Олександра Вампілова «Старший син», поставленої 2012 року режисером Павлом Сафоновим для театральної компанії «Вільна сцена», Євген грає Володимира Петровича Бусигіна. Вистава досі з успіхом йде в Москві та гастролює Росією, а також зарубіжним країнам.
У новій роботі режисера Павла Сафонова, прем'єра якої відбулася 22 та 23 грудня 2017 року на Основній сцені Театру на Малій Бронній, виставі «Лихо з розуму» за однойменною комедією О. С. Грибоєдова, Євген Пронін втілив образ Молчаліна Роль вийшла гротескова, і актор впорався з нею дуже добре, та й сама вистава незвичайна, блискуча сучасна, а також з цікавими знахідками. Вистава з успіхом тривала майже рік, але з незрозумілих причин його поки що зняли з репертуару основної сцени Театру.
25 червня 2019 року пройшов передпрем'єрний показ нової антрепризної вистави «Тайга» за п'єсою А. Вампілова. Продюсер Іван Жидков зібрав на одній сцені найпопулярніших серіальних акторів. У Євгена Проніна тут дві ролі — тренер та скрипаль. Спектакль сатиричний, з тонким гумором, і гастролюватиме великою країною Росії, а також зарубіжними країнами.
У 2020 році взяв участь у проекті " Льодовиковий період-7 ", де виступав у парі з олімпійською чемпіонкою Тетяною Волосожар

## Родина
- Перша дружина (2014—2015)[2] — Катерина Кузнєцова (нар. 1987), актриса.
- Друга дружина — Крістіна Арустамова (нар. 1995), випускниця МДУ, продюсер. Побралися 18 січня 2019 року.
  - Син Гаррі (нар. 31 грудня 2019 року)

## Фільмографія
- 2005 — Гарпастум — Андрій
- 2006 — Контора — Денис Найденов
- 2007 — Серцю не накажеш — Михайло
- 2007 — Вбити змія — Гліб
- 2008 — Застава Жиліна — Костянтин Соловйов, старший лейтенант, льотчик
- 2008 — Непрощені — Андрій
- 2008 — Переможець — Андрій, водій Ігоря
- 2009 — Велика нафта — Георгій Єлісєєв
- 2009 — Кремлівські курсанти — Ігор Фірсов (колишній хлопець Ганни Прохорової).
- 2009 — Одного разу я прокинусь
- 2010 — Класні мужики — Ілля, син Ніккі, лікар
- 2010 — Небо у вогні — Володимир Самойлов
- 2010 — Сімейна історія — Сергій Добринін
- 2010 — Я тебе нікому не віддам — Володя
- 2011 — Гюльчатай — Віктор Соколов
- 2011 — Зойкіне кохання — Степан Степанович Степанов
- 2011 — Комуналка — Паша Раєвський
- 2011 — Випадковий свідок — Іван Корнілов
- 2011 — Чиста проба — Андрій Гончаров
- 2012 — Військовий госпіталь — Рома
- 2012 — Ікорний барон — Сергій Олексійович Бортник
- 2012 — Маша — Олексій
- 2012 — Страшна красуня — Андрій Євгенович Буличов, адвокат
- 2012 — Доля Марії — Артем Федоров
- 2012 — Три товариші — Роман Гришин
- 2012 — Шаповалов — Віктор Гусак
- 2013 — Гюльчатай. Заради кохання — Вітя Соколов
- 2013 — Розвідниці — Микола Петров, старший лейтенант держбезпеки, інструктор з диверсійної роботи
- 2013 — Торговий центр — Олег Корнєєв
- 2014 — Вітер в обличчя — Максим Коренєв
- 2014 — Спокуса — Дима
- 2014 — Ялинки 1914 — брат Івана
- 2014 — Племяшка — Степан
- 2014 — Французька кулінарія — Віктор
- 2015 — Слава — В'ячеслав Фетісов
- 2015 — Любовна мережа — Руслан Білих
- 2015 — На дальній заставі — Олег Погодін, журналіст
- 2016 — Вчора. Сьогодні. Назавжди. — «Олександр Мартинов»
- 2015 — Три дороги — Сергій Харитонов (головна роль)
- 2016 — Китайський Новий рік — Євгеній Потапов (головна роль)
- 2016 — Чемпіони: Швидше. Вище. Сильніше — плавець Олександр Попов
- 2016 — Готель «Росія» — Олексій Ракітін, капітан 9-го управління КДБ
- 2016 — Круговий рух (короткометражка) — Віктор
- 2017 — Невідомий — Костянтин Шагін
- 2017 — Халупа боржника — Степан Архипович Кортиков
- 2017 — Близькі — Олексій Прохоров
- 2017 — Новорічний пасажир — Андрій Снєгірьов (головна роль)
- 2018 — Чужа — Дмитро
- 2018 — Два береги — Михайло Єрмаков
- 2018—2020 — Московські таємниці — Олексій Циганов, власник мережі пекарень
- 2019 — Лабіринт ілюзій — Віктор
- 2019 — Слід лисиці на камінні — Макар Ілюшин
- 2019 — Лицар нашого часу — Макар Ілюшин
- 2019 — Кімната старовинних ключів[d] — Макар Ілюшин
- 2019 — Ніжне листя, отруйне коріння — Макар Ілюшин
- 2019 — Рок-н-рол — Стас
- 2020 — Артек. Велика подорож — Ігор Лебедєв, батько Ярика
- 2020 — Вовк — Петр Чуєв

## Ролі у театрі
- 2014 — Розенкранц і Гільденстерн мертві (Інший театр) — Гамлет[3]
- 2014 — Старший син (п'єса Олександра Вампілова, Вільна сцена) — Володимир Петрович Бусигін[4]
- 2017 — Горе від розуму (Театр на Малій Бронній) — Молчалін
- 2019 — Тайга (п'єса Олександра Вампілова, антрепризний спектакль) — тренер / скрипаль